# Airdrie (Kanada)

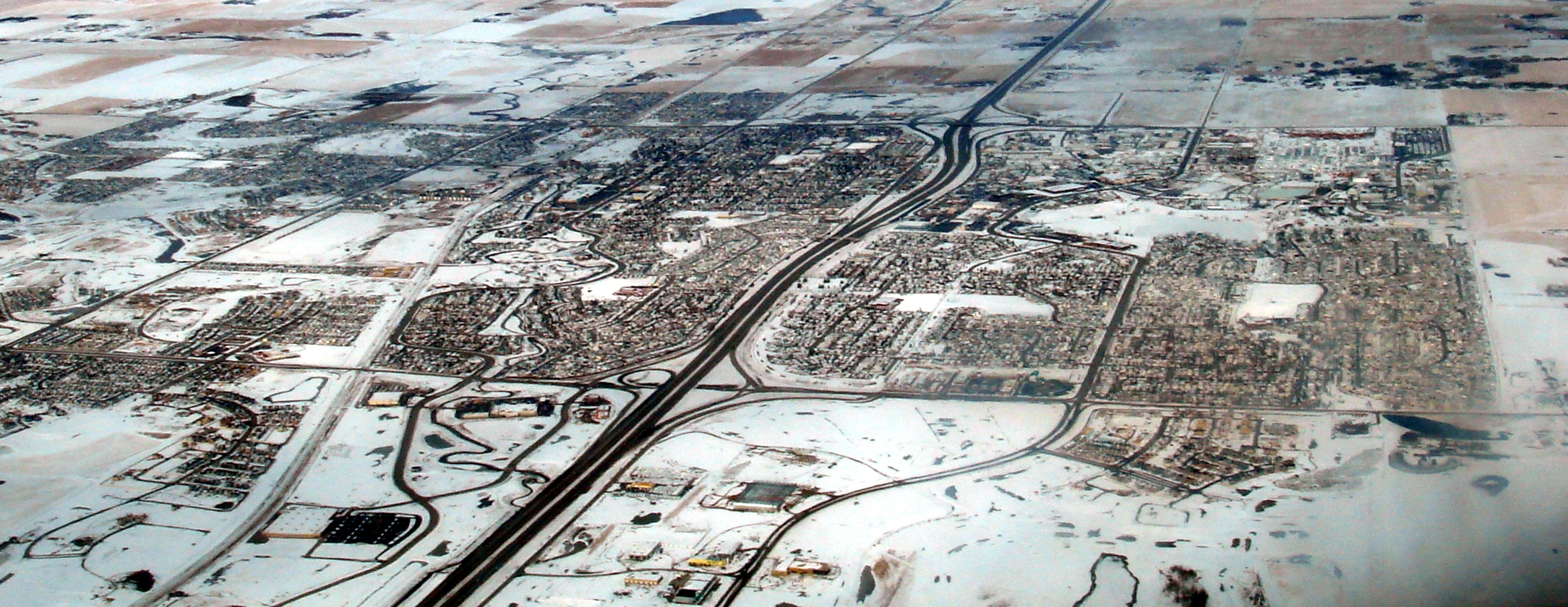
Airdrie z Samolotu

Airdrie – miasto w Kanadzie, w prowincji Alberta.  Jest położone około 30 km na północ od Calgary.  Zostało założone w 1889 r. i otrzymało  prawa miejskie w 1985 r.

## Współpraca
- Gwacheon, Korea Południowa